# 横浜国立大学都市科学部・大学院都市イノベーション学府・大学院都市イノベーション研究院
横浜国立大学都市科学部（よこはまこくりつだいがくとしかがくぶ、英称：College of Urban Science）は、横浜国立大学に設置される学部の一つである。
また、大学に設置される研究科以外の大学院組織として、学生が所属する教育組織の大学院都市イノベーション学府（IUI、だいがくいんとし-がくふ、英称：Graduate School of Urban Science）と、教員が所属する研究組織の大学院都市イノベーション研究院（だいがくいんとし-けんきゅういん、英称：Faculty of Urban Science）がある。

## 概要
都市を担う人間と支える文化・社会や、都市をかたちづくる建築物および都市基盤施設の計画や設計および運用、維持にかかる課題とともに、また、それらにまつわるリスクとの共生にかかる課題を学問する学部として設置された。学部開設時には、教育人間科学部の国際共生社会課程や人間文化課程など、都市工学や社会科学、リスク共生学の専門家が加わることで「ヒトから都市、自然生態系、地球までの環境システム全体」を研究・教育対象として拡張している点に特徴がある。
都市社会共生・建築・都市基盤・環境リスク共生の分野を研究・教育する４つの組織が基盤となる。

## 沿革
本節の出典は。
- 1920年　横浜高等工業学校が開校。
- 1925年　建築学科を増設（中村順平を参照）。
- 1943年　それまでの神奈川県にあった師範学校を合併し、神奈川師範学校が開校。
- 1944年　横浜工業専門学校に校名変更の際、建築学科を建築科に名称変更。
- 1949年　横浜国立大学発足時に開設された工学部に建築学科として設置。神奈川師範学校を母体に学芸学部を開設。
- 1961年　工業教員養成所創設。
- 1963年　横浜国立大学大学院工学研究科が発足し、建築学専攻を設置。
- 1966年　学芸学部を教育学部と改称。
- 1973年　環境科学研究センターを設立。
- 1978年　常盤台キャンパスへ移転。工学部土木工学科を設置。
- 1985年　工学部の4大学科改組に伴い、建築学科と土木工学科が合併し建設学科発足。建築学科は建設学科建築学コースに改組。土木工学科は建設学科土木工学コース（のち都市基盤コース）に改組。
- 1986年　大学院博士課程設置に伴い、建築学専攻と土木工学専攻を設置。
- 1988年　建設学科建築学コースが9つの講座制となる。
- 2001年　大学院工学研究科が工学府・研究院および環境情報学府・研究院へ改組。建築学専攻を設置。
- 2007年　スタジオ制の教育方式を採用した大学院建築都市スクール「Y-GSA」を新設。これまでの教育学部を改組し、教育人間科学部を開設。
- 2011年　工学部および教育人間科学部の地球環境課程を横浜国立大学理工学部に改組、大学院工学府・工学研究院が改組され都市イノベーション学府・研究院を設置。
  - 建設学科建築学課程が理工学部建築都市・環境系学科建築教育プログラムとなる。
  - 建設学科都市基盤コースが理工学部建築都市・環境系学科都市基盤教育プログラムとなる。
- 2011年　教育人間科学部に人間文化課程を設置。
- 2017年　理工学部建築都市・環境系学科および教育人間科学部人間文化課程を母体として、都市社会共生学科、建築学科、都市基盤学科および環境リスク共生学科の構成で都市科学部を設置。

## 建築学教室
所有施設に建築学棟、建築学図書室、縦格子鋼板補強工法「T-Grid」、学部設計スタジオ、建築学棟屋上および膜屋根、Y-GSAスタジオ、材料・構法実験室、建築環境工学実験室、Archi-Media Studio－ものづくり工房、構造実験棟がある。

### 大学院
- 博士前期課程建築都市文化専攻建築都市文化コース　建築系と芸術文化系学部（文学、美術、映画、音楽などに関わる学部）の発展型である都市文化系（芸術文化領域）
- 博士前期課程建築都市文化専攻建築都市デザインコース（Y-GSA（Yokohama Graduate School of Architecture）
- 博士前期課程建築都市文化専攻横浜都市文化コース（Y-GSC）「現代アート」「映像芸術」「文芸メディア創作」「音響空間」といったスタジオ教育科目）
- 博士課程後期　都市イノベーション専攻

#### 建築都市デザインコース（Y-GSA)
2007年、大学院都市イノベーション学府建築学教室に創設された新しい建築デザイン教育のコース。
Y-GSAは、横浜建築都市スクールの英語表記Yokohama Graduate School of Architectureの略で、国際的に活動できる建築家を育成することをめざした教育システムとして、立ち上げられた。「建築をつくることは未来をつくることである」というマニフェストを掲げている。地元の横浜と関連するプロジェクトを進めたり、市民公開講座も積極的に開講している。発足時、横浜国立大学教授であった北山恒が山本理顕を校長として招いてスタートした。初期はこの2人と飯田善彦、西沢立衛が招集。現在は  のとおりとなっている。
特殊な2年制修士プログラムで、通常の日本の大学院とは違うカリキュラムで、特定の研究室に所属せず、修士課程であっても修士論文や修士設計もない。学生は半期ごとにそのうちのひとつを選択し、4つのスタジオすべてを履修することで卒業となる。建築家の教諭がそれぞれスタジオと呼ばれる設計課題を受けもち、都市や社会との関連から建築のあり方を学生に問いかける。そしてY-GSAでは学生に、スタジオを選ばせ、先生が選ぶのではない。4人の先生を半年ごとに自由にセレクトして、セメスターごとに設計課題がチェックされる。通常の修士のとおり2年で修了としているが、もし、どこかの先生の課題を落とすと、半年卒業が遅れることになる。建築家がそれぞれ運営・指導し、スタジオは週2回開講される。修了にあたっては、4つのスタジオの成果を通底する独自のテーマをもとに構成されたポートフォリオを発表し、審査を受けることになる。また、4人の先生のスタジオを全て取らなくても、国内外の建築設計事務所にインターンシップへ行きスタジオの単位に代えられる制度を設けている。これは、ヨーロッパ各国ではインターンプログラムが制度化されているので、Y-GSAはそれに準じている。
Y-GSAでは海外の建築事務所にインターンとして派遣する方が短期の交換留学よりも教育効果があると考えている。事前に希望先の設計事務所をリサーチしたり、海外へ行くときには、ワーキングビザの取得を大学がサポートしたり、その制度の内容も充実させている。帰国後は受け入れ先の設計事務所からの評価を受けとり、派遣学生はインターンシップ内容の発表と審査で単位認定をしている。

## 土木教室
同窓会組織として横浜国立大学土木同窓会がある。
研究室は、橋と自然研究室（第Ⅰ研究分野）｜水環境研究室（第Ⅱ研究分野）｜地盤研究室（第Ⅲ研究分野）｜交通と都市研究室（第Ⅳ研究分野）｜コンクリート研究室（第Ⅴ研究分野）｜
この他、土木教室の大学院生の所属は国際都市・まちづくり研究室にも。

### 大学院
- 博士前期課程都市地域社会専攻都市地域社会コース土木工学領域
- 博士前期課程都市地域社会専攻国際基盤学コース
- 博士課程後期　都市イノベーション専攻

## 都市社会共生学
教育人間科学部人間文化課程を前身としている。研究室・スタジオは、海外研究スタジオ｜社会文化批評スタジオ｜社会分析スタジオ｜文化創成スタジオ　がある。

### 大学院
博士前期課程都市地域社会専攻都市地域社会コースグローバルスタディーズ領域

### 都市社会共生学科
学ぶ課程は都市学（社会学／哲学／現代都市論）国際開発学／文化人類学ジェンダー研究／都市文化マネジメント／文化論・文化史（都市／映像社会論／音響／空間芸術／現代芸術／現代ポピュラー文化等）。現代メディア論と公共政策論。国際関係論（国際協力学／国際社会学／国際政治学他）。東アジア系の近現代史／都市社会論。多民族都市文化共生論／地域研究など

## 環境リスク共生学
理工学部建築都市・環境系学科に設置された地球生態学EPを前身としている。研究室・スタジオは、以下の通り。
自然生態系領域が、数理生物学研究室｜多様性生態学研究室｜生態系評価学研究室｜陸域生態学研究室｜水域生態学研究室｜土壌生物学研究室｜植物生態学研究室｜植物分子生理学研究室｜古生態学研究室｜古環境学研究室｜地質学と地球システム科学研究室｜構造地質学・岩石物性研究室｜海洋システム学研究室｜生物海洋学研究室｜環境法学・自然保護システム論研究室｜
社会環境系領域が、環境安全化学研究室｜リスク共生社会構造研究室｜情報セキュリティとリスクマネジメント研究室｜都市環境・エネルギーシステム研究室｜都市防災計画研究室｜都市・地域経済研究室｜社会老年学研究室｜グローバル・ローカル経営学研究室｜中国科学史研究室｜哲学研究室
付属施設にリスク共生社会創造センターがある。

### 大学院
環境情報学府に所属。

### 環境リスク共生学科
自然環境系：森林から植物までの生態学全般。古環境学。地質学全般。海洋学／海洋システム学。環境法学・自然保護システム論など
社会環境系：環境安全化学／情報の安全管理とリスク／都市環境・エネルギーシステムから都市・地域経済／社会老年学／数理社会学／グローバル・ローカル経営学など
が設けられている。

## 出身者
- 千鳥義典 - 建築家、元日本設計社長
- 福澤寧子 - 情報工学、大阪工業大学教授
- 福尾匠 - 哲学、日本学術振興会特別研究員
- 丸山美佳 - キュレーター、批評家
- かずのすけ - YouTuber、ブロガー

## 博士号取得者
- 深見奈緒子 - 建築史家、元早稲田大学教授、元日本学術振興会カイロ研究連絡センター長